# Regierung von Schwaben
Die Regierung von Schwaben (RvS) ist eine staatliche Mittelbehörde in Augsburg mit etwa 600 Mitarbeitern. Ihr obliegt unter anderem die allgemeine Aufsicht über die staatlichen Behörden im bayerischen Regierungsbezirk Schwaben sowie die Rechts- und Fachaufsicht derselben, beispielsweise über die schwäbischen Gebietskörperschaften. Sie vertritt die Bayerische Staatsregierung in Schwaben und umgekehrt Schwaben in der bayerischen Staatsregierung.
Zu den Aufgaben der RvS gehört unter anderem die Bündelung und Koordinierung der Verwaltungsarbeit. Des Weiteren übernimmt sie eine Beratungsfunktion für die Behörden und Ämter und hat gleichzeitig die Aufsicht über diese. Sie entscheidet über die Zuteilungen von Förderungen und ist Ansprechpartner in Rechtsfragen.

## Organisation
- Präsidium
  - Regierungspräsidentin Barbara Schretter
  - Regierungsvizepräsidentin Sabine Beck
- Verwaltungssteuerung
- Verwaltungsmanagement
- Sicherheit, Kommunales und Soziales (Bereich 1)
- Wirtschaft, Landesentwicklung, Heimat und Verkehr (Bereich 2)
- Planung und Bau (Bereich 3)
- Schulen (Bereich 4)
- Umwelt, Gesundheit und Verbraucherschutz (Bereich 5)
- Ernährung und Landwirtschaft (Bereich 6)
- Gewerbeaufsichtsamt (Bereich G)

## Nachgeordnete Behörden
- Ämter für Ernährung, Landwirtschaft und Forsten (Augsburg, Kempten, Kaufbeuren, Krumbach-Mindelheim, Nördlingen-Wertingen)
- Große Kreisstädte (Dillingen an der Donau, Donauwörth, Günzburg, Lindau, Neu-Ulm, Nördlingen)
- Kreisfreie Städte (Augsburg, Kaufbeuren, Kempten, Memmingen)
- Landratsämter (Aichach-Friedberg, Augsburg, Dillingen an der Donau, Günzburg, Donau-Ries, Lindau, Neu-Ulm, Oberallgäu, Ostallgäu, Unterallgäu)
- Staatliche Schulämter (Aichach-Friedberg, Landkreis Augsburg, Stadt Augsburg, Dillingen an der Donau, Donau-Ries, Günzburg, Neu-Ulm, Oberallgäu, Ostallgäu, Unterallgäu)
- Staatliche Bauämter (Augsburg, Krumbach, Kempten)
- Wasserwirtschaftsämter (Donauwörth, Kempten)

## Gebäude

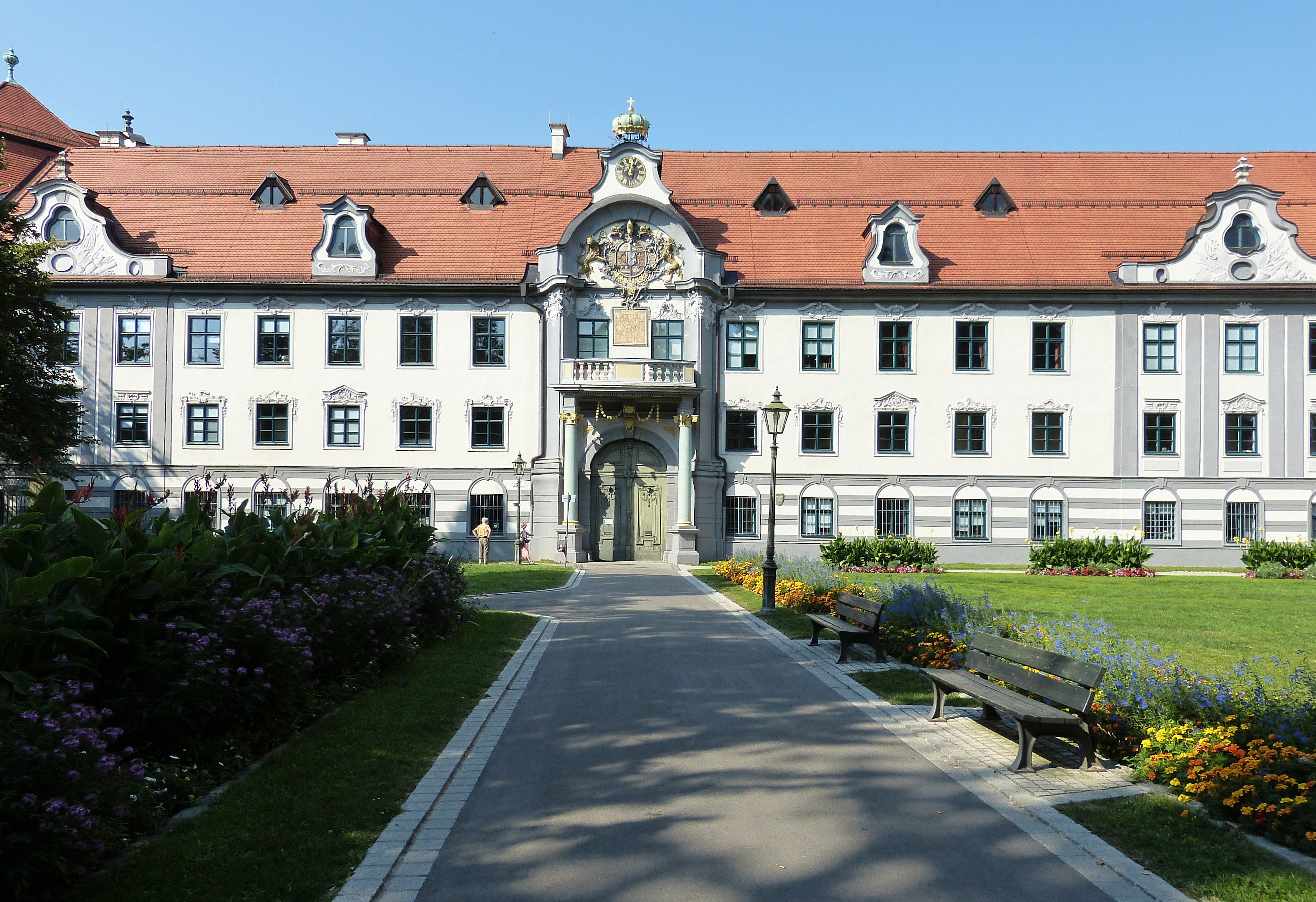
Die ehemalige Fürstbischöfliche Residenz in Augsburg

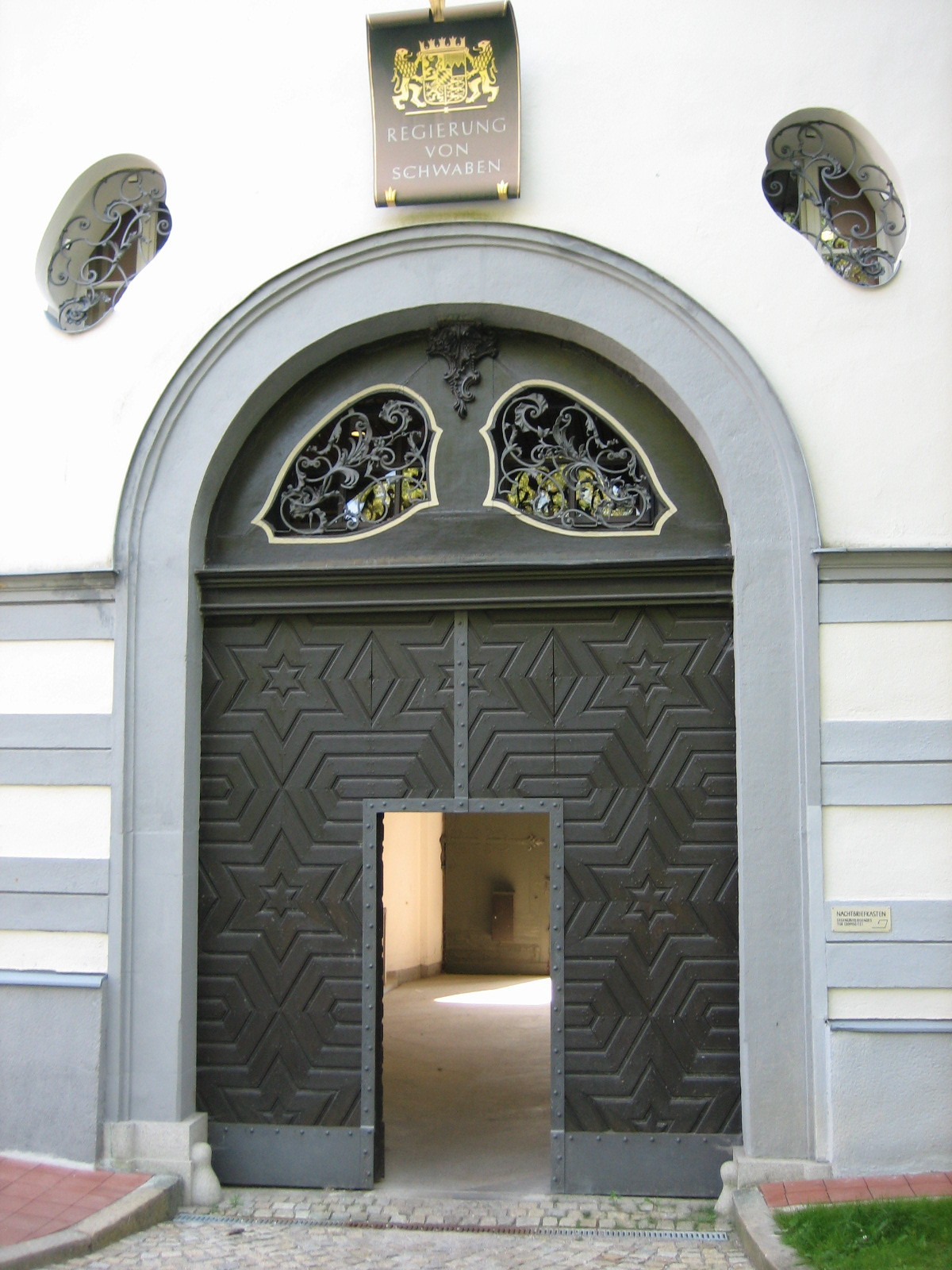
Fronhof in Augsburg: Haupteingang zur Regierung von Schwaben

Die Dienststellen der Behörde verteilen sich auf folgende Orte: 
- Fronhof 10, 86152 Augsburg (Hauptgebäude in der ehemaligen Fürstbischöflichen Residenz)
- Berliner Allee 28, 86145 Augsburg (Sachgebiet Naturschutz)
- Heilig-Kreuz-Straße 10, 86152 Augsburg (Sachgebiet Baurecht)
- Im Thäle 21, 86152 Augsburg (Bereich Ernährung und Landwirtschaft)
- Karlstr. 2, 86150 Augsburg (ANKER-Einrichtung, Flüchtlingsverteilung, Integration und Flüchtlingsunterbringung, Flüchtlingsbetreuung, zentrale Aufgaben)
- Kirchgasse 2, 87538 Obermaiselstein (Alpinium)
- Kobelweg 82, 86156 Augsburg (Zentrale Ausländerbehörde Schwaben)
- Langenmantelstraße 1, 86153 Augsburg (Sachgebiet Personenbeförderung, Schienen- und Straßenverkehr)
- Ludwigstraße 3, 86150 Augsburg (Sachgebiete Rechtsreferendarstelle, Rechtsfragen Gesundheit und Verbraucherschutz sowie Verbraucherschutz und Veterinärwesen)
- Morellstraße 30d, 86159 Augsburg (Gewerbeaufsicht und Sachgebiet Soziales und Jugend)
- Obstmarkt 12, 86152 Augsburg (Bereich Planung und Bau sowie Sachgebiet Wasserwirtschaft)[3]
- Peutingerstraße 11, 86152 Augsburg (Sachgebiet Haushalt)
- Zeuggasse 7, 86145 Augsburg (Sachgebiet Grund- und Mittelschulen)

## Liste der Regierungspräsidenten
| - Karl Ernst Freiherr von Gravenreuth, 1817–1826 - Karl Joseph von Drechsel, 1827–1828 - Ludwig Fürst zu Oettingen-Wallerstein, 1828–1831 - Franz Arnold Linck, 1832–1838 - Carl Albert Leopold von Stengel, 1839–1843 - Anton von Fischer, 1843–1849 - Georg Karl von Welden, 1849–1857 - Ernst von Lerchenfeld, 1858–1868 - Theodor von Zwehl, 1868–1870 - Winfried Hörmann von Hörbach, 1870–1887 - Wilhelm von Pechmann, 1887 - Joseph von Kopp, 1887–1897 | - Wilhelm von Lermann, 1897–1906 - Paul von Praun, 1906–1923 - Heinrich von Spreti, 1923–1933 - Otto Dorn (komm.) - Karl Wahl, 1934–1945 - Konrad Kreißelmeyer, 1945–1948 - Hans Martini, 1949–1955 - Michael Fellner, 1955–1966 - Frank Sieder, 1966–1984 - Rudolf Dörr, 1984–1993 - Ludwig Schmid, 1993–2008 - Karl Michael Scheufele, 2008–2018 - Erwin Lohner, 2018–2023 - Barbara Schretter, seit 2023 |

## Bezirkstag als Parlament
Der Bezirkstag ist auf der Ebene des Bezirks die vom Volk direkt gewählte Vertretung der Bürgerinnen und Bürger des Bezirks und damit oberstes politisches Organ des Bezirks. 
- Die Ergebnisse der Bezirkswahlen stehen in der separaten Liste. In der Regel wurde in den letzten Jahrzehnten der Bezirkstag von der konservativen CSU angehörenden Abgeordneten dominiert. Erstmals 2018 sank der Anteil der Sitze von CSU-Abgeordneten dort auf 13 von 36 Sitzen.